# Azotat de fier
Azotatul de fier este un compus anorganic cu formula chimică Fe(NO3)3.